# 에스와티니 축구 국가대표팀
에스와티니 축구 국가대표팀(영어: Eswatini national football team)은 에스와티니를 대표하는 축구 국가대표팀으로 에스와티니 축구 협회에서 관리한다. 1968년 5월 1일 말라위를 상대로 국제 A매치 첫 경기를 치르었으며 현재 소믈로로 국립 경기장을 홈 구장으로 사용하고 있다.

## 국제 대회 경력

### FIFA 월드컵
월드컵 본선 경험은 현재까지도 전무하며 2010년 FIFA 월드컵 아프리카 지역 예선과 2018년 FIFA 월드컵 아프리카 지역 예선에서 2차 예선까지 진출한 경험은 있다.

### 아프리카 네이션스컵
월드컵과 마찬가지로 아프리카 네이션스컵 본선 경험도 전무하며 그나마 2017년 아프리카 네이션스컵 예선 L조 6경기에서 2승 2무 2패·조 2위를 기록하며 에스와티니 축구 역사상 아프리카 네이션스컵 예선 최고 성적을 거두었다.

## 기타 국제 대회 경력
COSAFA컵에는 19번 출전하여 4번의 대회에서 4강에 올랐고 이 중 2016년 대회에서 3위에 입상하면서 모든 국제 대회를 통틀어 가장 좋은 성적을 거두었고 5번의 대회에서는 8강에 이름을 올렸다.

## FIFA 월드컵 (본선)
| 년도   | 결과      | 순위      | 경기      | 승        | 무*       | 패        | 득점      | 실점      | 승점      |
| ------ | --------- | --------- | --------- | --------- | --------- | --------- | --------- | --------- | --------- |
| 1930년 | 독립 이전 | 독립 이전 | 독립 이전 | 독립 이전 | 독립 이전 | 독립 이전 | 독립 이전 | 독립 이전 | 독립 이전 |
| 1934년 | 독립 이전 | 독립 이전 | 독립 이전 | 독립 이전 | 독립 이전 | 독립 이전 | 독립 이전 | 독립 이전 | 독립 이전 |
| 1938년 | 독립 이전 | 독립 이전 | 독립 이전 | 독립 이전 | 독립 이전 | 독립 이전 | 독립 이전 | 독립 이전 | 독립 이전 |
| 1950년 | 독립 이전 | 독립 이전 | 독립 이전 | 독립 이전 | 독립 이전 | 독립 이전 | 독립 이전 | 독립 이전 | 독립 이전 |
| 1954년 | 독립 이전 | 독립 이전 | 독립 이전 | 독립 이전 | 독립 이전 | 독립 이전 | 독립 이전 | 독립 이전 | 독립 이전 |
| 1958년 | 독립 이전 | 독립 이전 | 독립 이전 | 독립 이전 | 독립 이전 | 독립 이전 | 독립 이전 | 독립 이전 | 독립 이전 |
| 1962년 | 독립 이전 | 독립 이전 | 독립 이전 | 독립 이전 | 독립 이전 | 독립 이전 | 독립 이전 | 독립 이전 | 독립 이전 |
| 1966년 | 독립 이전 | 독립 이전 | 독립 이전 | 독립 이전 | 독립 이전 | 독립 이전 | 독립 이전 | 독립 이전 | 독립 이전 |
| 1970년 | 없음      | 없음      | 없음      | 없음      | 없음      | 없음      | 없음      | 없음      | 없음      |
| 1974년 | 비회원국  | 비회원국  | 비회원국  | 비회원국  | 비회원국  | 비회원국  | 비회원국  | 비회원국  | 비회원국  |
| 1978년 | 비회원국  | 비회원국  | 비회원국  | 비회원국  | 비회원국  | 비회원국  | 비회원국  | 비회원국  | 비회원국  |
| 1982년 | 불참      | 불참      | 불참      | 불참      | 불참      | 불참      | 불참      | 불참      | 불참      |
| 1986년 | 불참      | 불참      | 불참      | 불참      | 불참      | 불참      | 불참      | 불참      | 불참      |
| 1990년 | 불참      | 불참      | 불참      | 불참      | 불참      | 불참      | 불참      | 불참      | 불참      |
| 1994년 | 예선 탈락 | 예선 탈락 | 예선 탈락 | 예선 탈락 | 예선 탈락 | 예선 탈락 | 예선 탈락 | 예선 탈락 | 예선 탈락 |
| 1998년 | 예선 탈락 | 예선 탈락 | 예선 탈락 | 예선 탈락 | 예선 탈락 | 예선 탈락 | 예선 탈락 | 예선 탈락 | 예선 탈락 |
| 2002년 | 예선 탈락 | 예선 탈락 | 예선 탈락 | 예선 탈락 | 예선 탈락 | 예선 탈락 | 예선 탈락 | 예선 탈락 | 예선 탈락 |
| 2006년 | 예선 탈락 | 예선 탈락 | 예선 탈락 | 예선 탈락 | 예선 탈락 | 예선 탈락 | 예선 탈락 | 예선 탈락 | 예선 탈락 |
| 2010년 | 예선 탈락 | 예선 탈락 | 예선 탈락 | 예선 탈락 | 예선 탈락 | 예선 탈락 | 예선 탈락 | 예선 탈락 | 예선 탈락 |
| 2014년 | 예선 탈락 | 예선 탈락 | 예선 탈락 | 예선 탈락 | 예선 탈락 | 예선 탈락 | 예선 탈락 | 예선 탈락 | 예선 탈락 |
| 2018년 | 예선 탈락 | 예선 탈락 | 예선 탈락 | 예선 탈락 | 예선 탈락 | 예선 탈락 | 예선 탈락 | 예선 탈락 | 예선 탈락 |
| 2022년 | 예선 탈락 | 예선 탈락 | 예선 탈락 | 예선 탈락 | 예선 탈락 | 예선 탈락 | 예선 탈락 | 예선 탈락 | 예선 탈락 |
| 합계   |           |           |           |           |           |           |           |           |           |

### FIFA 월드컵 (예선)
| 1930년 | 독립 이전                                     | 독립 이전                                     | 독립 이전                                     | 독립 이전                                     | 독립 이전                                     | 독립 이전                                     | 독립 이전                                     |                                               |                                               |
| 1934년 | 독립 이전                                     | 독립 이전                                     | 독립 이전                                     | 독립 이전                                     | 독립 이전                                     | 독립 이전                                     | 독립 이전                                     |                                               |                                               |
| 1938년 | 독립 이전                                     | 독립 이전                                     | 독립 이전                                     | 독립 이전                                     | 독립 이전                                     | 독립 이전                                     | 독립 이전                                     |                                               |                                               |
| 1950년 | 독립 이전                                     | 독립 이전                                     | 독립 이전                                     | 독립 이전                                     | 독립 이전                                     | 독립 이전                                     | 독립 이전                                     |                                               |                                               |
| 1954년 | 독립 이전                                     | 독립 이전                                     | 독립 이전                                     | 독립 이전                                     | 독립 이전                                     | 독립 이전                                     | 독립 이전                                     |                                               |                                               |
| 1958년 | 독립 이전                                     | 독립 이전                                     | 독립 이전                                     | 독립 이전                                     | 독립 이전                                     | 독립 이전                                     | 독립 이전                                     |                                               |                                               |
| 1962년 | 독립 이전                                     | 독립 이전                                     | 독립 이전                                     | 독립 이전                                     | 독립 이전                                     | 독립 이전                                     | 독립 이전                                     |                                               |                                               |
| 1966년 | 독립 이전                                     | 독립 이전                                     | 독립 이전                                     | 독립 이전                                     | 독립 이전                                     | 독립 이전                                     | 독립 이전                                     |                                               |                                               |
| 1970년 | 없음                                          | 없음                                          | 없음                                          | 없음                                          | 없음                                          | 없음                                          | 없음                                          |                                               |                                               |
| 1974년 | 비회원국                                      | 비회원국                                      | 비회원국                                      | 비회원국                                      | 비회원국                                      | 비회원국                                      | 비회원국                                      |                                               |                                               |
| 1978년 | 비회원국                                      | 비회원국                                      | 비회원국                                      | 비회원국                                      | 비회원국                                      | 비회원국                                      | 비회원국                                      |                                               |                                               |
| 1982년 | 불참                                          | 불참                                          | 불참                                          | 불참                                          | 불참                                          | 불참                                          | 불참                                          |                                               |                                               |
| 1986년 | 불참                                          | 불참                                          | 불참                                          | 불참                                          | 불참                                          | 불참                                          | 불참                                          |                                               |                                               |
| 1990년 | 불참                                          | 불참                                          | 불참                                          | 불참                                          | 불참                                          | 불참                                          | 불참                                          |                                               |                                               |
| 1994년 | 3                                             | 1                                             | 1                                             | 1                                             | 1                                             | 5                                             | 4                                             |                                               |                                               |
| 1998년 | 2                                             | 0                                             | 0                                             | 2                                             | 0                                             | 3                                             | 0                                             |                                               |                                               |
| 2002년 | 2                                             | 0                                             | 0                                             | 2                                             | 1                                             | 8                                             | 0                                             |                                               |                                               |
| 2006년 | 2                                             | 0                                             | 1                                             | 1                                             | 1                                             | 4                                             | 1                                             |                                               |                                               |
| 2010년 | 4                                             | 1                                             | 1                                             | 2                                             | 2                                             | 8                                             | 4                                             |                                               |                                               |
| 2014년 | 2                                             | 0                                             | 0                                             | 2                                             | 2                                             | 8                                             | 0                                             |                                               |                                               |
| 2018년 | 4                                             | 2                                             | 1                                             | 1                                             | 8                                             | 3                                             | 7                                             |                                               |                                               |
| 2022년 | 2                                             | 0                                             | 1                                             | 1                                             | 1                                             | 2                                             | 1                                             |                                               |                                               |
| 합계   | 21                                            | 4                                             | 5                                             | 12                                            | 16                                            | 41                                            | 17                                            |                                               |                                               |
| 순위   | 월드컵 예선 승점 순위 : 168위 (아프리카 41위) | 월드컵 예선 승점 순위 : 168위 (아프리카 41위) | 월드컵 예선 승점 순위 : 168위 (아프리카 41위) | 월드컵 예선 승점 순위 : 168위 (아프리카 41위) | 월드컵 예선 승점 순위 : 168위 (아프리카 41위) | 월드컵 예선 승점 순위 : 168위 (아프리카 41위) | 월드컵 예선 승점 순위 : 168위 (아프리카 41위) | 월드컵 예선 승점 순위 : 168위 (아프리카 41위) | 월드컵 예선 승점 순위 : 168위 (아프리카 41위) |

## 아프리카 네이션스컵
- 1970년 ~ 1976년 - 비회원국
- 1978년 ~ 1982년 - 불참
- 1984년 - 기권
- 1986년 - 예선 탈락
- 1988년 - 불참
- 1990년 ~ 1992년 - 예선 탈락
- 1994년 - 불참
- 1996년 - 기권
- 1998년 - 불참
- 2000년 ~ 2012년 - 예선 탈락
- 2013년 - 기권
- 2015년 ~ 2021년 - 예선 탈락

### 아프리카 네이션스컵 (예선)
| 아프리카 네이션스컵 예선 기록 | 아프리카 네이션스컵 예선 기록 | 아프리카 네이션스컵 예선 기록 | 아프리카 네이션스컵 예선 기록 | 아프리카 네이션스컵 예선 기록 | 아프리카 네이션스컵 예선 기록 | 아프리카 네이션스컵 예선 기록 | 아프리카 네이션스컵 예선 기록 |
| 년도                          | 경기                          | 승                            | 무*                           | 패                            | 득점                          | 실점                          | 승점                          |
| ----------------------------- | ----------------------------- | ----------------------------- | ----------------------------- | ----------------------------- | ----------------------------- | ----------------------------- | ----------------------------- |
| 1957년                        | 독립 이전                     | 독립 이전                     | 독립 이전                     | 독립 이전                     | 독립 이전                     | 독립 이전                     | 독립 이전                     |
| 1959년                        | 독립 이전                     | 독립 이전                     | 독립 이전                     | 독립 이전                     | 독립 이전                     | 독립 이전                     | 독립 이전                     |
| 1962년                        | 독립 이전                     | 독립 이전                     | 독립 이전                     | 독립 이전                     | 독립 이전                     | 독립 이전                     | 독립 이전                     |
| 1963년                        | 독립 이전                     | 독립 이전                     | 독립 이전                     | 독립 이전                     | 독립 이전                     | 독립 이전                     | 독립 이전                     |
| 1965년                        | 독립 이전                     | 독립 이전                     | 독립 이전                     | 독립 이전                     | 독립 이전                     | 독립 이전                     | 독립 이전                     |
| 1968년                        | 독립 이전                     | 독립 이전                     | 독립 이전                     | 독립 이전                     | 독립 이전                     | 독립 이전                     | 독립 이전                     |
| 1970년                        | 비회원국                      | 비회원국                      | 비회원국                      | 비회원국                      | 비회원국                      | 비회원국                      | 비회원국                      |
| 1972년                        | 비회원국                      | 비회원국                      | 비회원국                      | 비회원국                      | 비회원국                      | 비회원국                      | 비회원국                      |
| 1974년                        | 비회원국                      | 비회원국                      | 비회원국                      | 비회원국                      | 비회원국                      | 비회원국                      | 비회원국                      |
| 1976년                        | 비회원국                      | 비회원국                      | 비회원국                      | 비회원국                      | 비회원국                      | 비회원국                      | 비회원국                      |
| 1978년                        | 불참                          | 불참                          | 불참                          | 불참                          | 불참                          | 불참                          | 불참                          |
| 1980년                        | 불참                          | 불참                          | 불참                          | 불참                          | 불참                          | 불참                          | 불참                          |
| 1982년                        | 불참                          | 불참                          | 불참                          | 불참                          | 불참                          | 불참                          | 불참                          |
| 1984년                        | 기권                          | 기권                          | 기권                          | 기권                          | 기권                          | 기권                          | 기권                          |
| 1986년                        | 2                             | 0                             | 0                             | 2                             | 1                             | 8                             | 0                             |
| 1988년                        | 불참                          | 불참                          | 불참                          | 불참                          | 불참                          | 불참                          | 불참                          |
| 1990년                        | 4                             | 0                             | 3                             | 1                             | 3                             | 5                             | 3                             |
| 1992년                        | 5                             | 1                             | 2                             | 2                             | 4                             | 9                             | 5                             |
| 1994년                        | 불참                          | 불참                          | 불참                          | 불참                          | 불참                          | 불참                          | 불참                          |
| 1996년                        | 기권                          | 기권                          | 기권                          | 기권                          | 기권                          | 기권                          | 기권                          |
| 1998년                        | 불참                          | 불참                          | 불참                          | 불참                          | 불참                          | 불참                          | 불참                          |
| 2000년                        | 2                             | 0                             | 1                             | 1                             | 2                             | 3                             | 1                             |
| 2002년                        | 2                             | 1                             | 0                             | 1                             | 3                             | 5                             | 3                             |
| 2004년                        | 6                             | 2                             | 2                             | 2                             | 8                             | 12                            | 8                             |
| 2006년                        | 2                             | 0                             | 1                             | 1                             | 1                             | 4                             | 1                             |
| 2008년                        | 6                             | 0                             | 3                             | 3                             | 0                             | 7                             | 3                             |
| 2010년                        | 4                             | 1                             | 1                             | 2                             | 2                             | 8                             | 4                             |
| 2012년                        | 6                             | 0                             | 0                             | 6                             | 2                             | 14                            | 0                             |
| 2013년                        | 기권                          | 기권                          | 기권                          | 기권                          | 기권                          | 기권                          | 기권                          |
| 2015년                        | 2                             | 0                             | 1                             | 1                             | 1                             | 2                             | 1                             |
| 2017년                        | 6                             | 2                             | 2                             | 2                             | 6                             | 9                             | 8                             |
| 2019년                        | 6                             | 0                             | 1                             | 5                             | 2                             | 14                            | 1                             |
| 2021년                        | 6                             | 0                             | 2                             | 4                             | 3                             | 13                            | 2                             |
| 합계                          | 59                            | 7                             | 19                            | 33                            | 38                            | 113                           | 40                            |